# Natació sincronitzada als Jocs Olímpics d'Estiu de 2024 - Equip
La prova d'Equips de Natació sincronitzada als Jocs Olímpics de París 2024 serà la 8a edició de l'esdeveniment en unes Olimpíades. La prova es disputarà entre el 5 i el 7 d'agost del 2024 al Centre aquàtic de París, situat al municipi francès de Saint-Denis.
L'equip de Rússia és el vigent campió de la disciplina olímpica després de guanyar la medalla d'or als Jocs Olímpics de Tòquio 2020. La medalla de plata fou per la selecció de la Xina i el bronze se'l va endur l'equip d'Ucraïna.
L'equip de Rússia, és amb molta diferència, la selecció més guardonada, amb 6 medalles d'or, en les 7 edicions que l'esdeveniment ha estat present als Jocs Olímpics.

## Format
La prova per equips consisteix a fer una coreografia en equips de 8 persones de manera sincronitzada. La prova està formada per tres rutines, la tècnica, la lliure i l'acrobàtica (que debuta en aquesta edició olímpica). Hi ha tres panells de jutges que puntuen la coreografia de l'1 al 10. En la rutina tècnica es puntua l'execució, la impressió i els elements. En la rutina lliure es puntua l'execució, la impressió artística i la dificultat. I finalment en la nova rutina acrobàtica s'avalua la dificultat, l'execució i la impressió artística d'estructures complexes i combinacions acrobàtiques. Els equips hauran de fer les 3 coreografies i se sumaran les 3 notes totals per decidir les medalles. A més de la nova rutina, la gran novetat serà que per primera vegada a la història olímpica de la natació sincronitzada, cada equip podrà tenir un màxim de dos homes als equips, tot i que no serà obligatori.

## Classificació
França, com a país amfitrió té assegurada una plaça en els Jocs Olímpics. Egipte i Austràlia van aconseguir la seva plaça com a quota continental en el Campionat del Món Aquàtic de 2023. Les 2 places següents les van aconseguir Xina i Mèxic com a quotes continentals d'Àsia i Panamèrica. Finalment, les 5 últimes places es distribuiran en el Campionat del Món Aquàtic que es disputarà a Doha entre el 2 i el 10 de febrer de 2024.
| Esdeveniment               | Data                         | Places | País      |
| -------------------------- | ---------------------------- | ------ | --------- |
| País amfitrió              | -                            | 1      | França    |
| Quota continental d'Àfrica | 14 - 22 juliol 2023          | 1      | Egipte    |
| Quota continental Oceania  | 14 - 22 juliol 2023          | 1      | Austràlia |
| Jocs asiàtics              | 7 - 8 octubre 2023           | 1      | Xina      |
| Jocs panamericans          | 31 octubre - 3 novembre 2023 | 1      | Mèxic     |
| Campionat del Món          | 2 - 10 febrer 2024           | 5      |           |
| Campionat del Món          | 2 - 10 febrer 2024           | 5      |           |
| Campionat del Món          | 2 - 10 febrer 2024           | 5      |           |
| Campionat del Món          | 2 - 10 febrer 2024           | 5      |           |
| Campionat del Món          | 2 - 10 febrer 2024           | 5      |           |

## Medaller històric
| Posició | País         | Or | Argent | Bronze | Total |
| ------- | ------------ | -- | ------ | ------ | ----- |
| 1       | Rússia       | 6  | 0      | 0      | 6     |
| 2       | Estats Units | 1  | 0      | 1      | 2     |
| 3       | Xina         | 0  | 3      | 1      | 4     |
| 4       | Japó         | 0  | 2      | 2      | 4     |
| 5       | Canadà       | 0  | 1      | 1      | 2     |
| 5       | Espanya      | 0  | 1      | 1      | 2     |
| 7       | Ucraïna      | 0  | 0      | 1      | 1     |